# Oblinghem
Oblinghem ist eine französische Gemeinde mit 384 Einwohnern (Stand: 1. Januar 2022) im Département Pas-de-Calais in der Region Hauts-de-France; sie gehört zum Arrondissement Béthune und zum Kanton Béthune (bis 2015: Kanton Béthune-Nord).

## Geographie
Oblinghem liegt etwa drei Kilometer nordwestlich von Béthune. Umgeben wird Oblinghem von den Nachbargemeinden Gonnehem im Norden und Nordwesten, Vendin-lès-Béthune im Süden und Osten sowie Chocques im Westen und Südwesten. 

## Bevölkerungsentwicklung
| Jahr      | 1962 | 1968 | 1975 | 1982 | 1990 | 1999 | 2006 | 2012 | 2022 |
| Einwohner | 251  | 232  | 230  | 221  | 223  | 225  | 209  | 221  | 384  |